# Gnoma sticticollis
Gnoma sticticollis es una especie de escarabajo longicornio del género Gnoma, tribu Gnomini, subfamilia Lamiinae. Fue descrita científicamente por Thomson en 1857.
La especie se mantiene activa durante los meses de mayo, julio, agosto, octubre y diciembre.

## Descripción
Mide 12,5-28 milímetros de longitud.

## Distribución
Se distribuye por Indonesia, Malasia y Singapur.